# 獅子王たちの最后
『獅子王たちの最后』（ししおうたちのさいご）は、1993年4月17日公開の日本映画。高橋伴明監督作品、哀川翔・錦織一清ダブル主演。108分。

## 概要
1992年の「暴力団新法」施行直前の、2人の幼馴染同士のヤクザの生きざまを描いたものである。
金子正次の遺稿である前作『獅子王たちの夏』の姉妹編としたオリジナルストーリーである。

## キャスト
- 三崎和馬：哀川翔
- 江口智弘：錦織一清
- 須藤弥生：松田ケイジ
- 元 港組組員 西条：的場浩司 ※友情出演
- 清水(ヒットマン)：清水宏次朗 ※特別出演
- 田中奈美(田中土建株式会社の娘)：船田幸
- 佐竹連合櫻会総本部櫻井組組長 櫻井：麿赤児
- 佐竹連合櫻会総本部櫻井組若頭 佐伯：川地民夫
- 佐竹連合櫻会総本部櫻井組 竹田：片桐竜次
- 佐竹連合櫻会総本部櫻井組組員：武蔵拳
- 佐伯りえ(櫻井組若頭の娘)：網浜直子
- 五郎：神崎良
- 竜男：佐藤弘
- 佐竹組組員 遠藤：ガダルカナル・タカ
- 由紀：田中忍
- 京子：風見野枝
- いずみ(須藤弥生の女)：裕木奈江
- しのぶ：秋野暢子
- 鳴門隆(天女の刺青を背負う伝説のヒットマン)：清水健太郎
- アイスキャンディー売りのおじさん：下元史朗
- 真木洋子、しのざきさとみ、三上真一郎、梅垣義明、きくち英一、木村翠、城春樹、町田政則、須藤為五郎、井上清和、高橋利道、西村陽一、益田哲夫　ほか

## スタッフ
- 監督:高橋伴明
- 製作:元村武、大谷晴通
- 脚本:夏井辰徳、剣山象
- 音楽:馬場孝幸
- 主題歌:哀川翔「遠去かる夏の日」（作詞作曲：哀川翔　編曲：重実徹）アポロン
- 撮影:長田勇市
- 美術:岡村匡一
- 照明:豊見山明長
- 録音:福田伸
- 編集:菊池純一
- 助監督:早川喜貴、吉村達矢、毛利安孝
- スチール:工藤勝彦
- 音響効果:福島行朗（福島音響）
- 刺青・ガンアドバイザー:栩野幸知
- アクションコーディネーター:斎藤英雄（ナンバーワンプロモーション）
- 視覚効果:中野稔
- 合成作画:大屋哲男（マリンポスト）
- 現像:東映化学
- スタジオ:東映東京撮影所
- 監修:野村秋介
- プロデューサー:吉田由二、見留多佳城、青島武
- 製作協力：ブロウアップ
- 製作：Gカンパニー、東亜興行
- 配給:東映

## 製作
高橋伴明監督は「前作とは別のバージョンだよね。むしろ自分の中の鳴海清へのこだわりに整理を付けたかったという思いが強いし、東映ヤクザ映画全体へのオマージュにもなると思う」等と話した。清水健太郎演じる鳴門隆は、製作中は鳴海清と公表されていた。

### 撮影
東京JR新橋駅前の実際の割烹料理店で、哀川翔や錦織一清参加の撮影が1992年11月22日に、12月5日は哀川翔、清水健太郎、秋野暢子ら参加の撮影が日本橋浜町で行われた。

## VHS / DVD
- VHS『獅子王たちの最后』（1993年11月発売 発売：東映ビデオ 販売：東映）
- DVD『獅子王たちの最后(ニューテレシネ・デジタルリマスター版)』（2011年発売 発売：G・カンパニー 販売：オデッサ・エンタテインメント）